# Неукен (река)
Неуке́н (исп. Río Neuquén) — река на юге Аргентины, одна из наиболее крупных рек Патагонии. Берёт начало в Андах на северо-западе провинции Неукен. Недалеко от одноимённого города сливается с рекой Лимай, образуя Рио-Негро.
Главные притоки — река Агрио и ручей Ковунко.

## Экономика
Основные виды экономической деятельности — плодоводство, виноградарство и виноделие (особенно в зоне Сан-Патрисио-дель-Чаньяра), производство гидроэнергии.

## Основные города
- Неукен
- Сентенарио
- Аньело
- Сан-Патрисио-дель-Чаньяр